# 梁慶經
梁庆经（英語：Leong Heng Keng，1929年6月20日—2018年9月5日），广东人，祖籍广东顺德伦教。新加坡实业家，梁介福药业创办人梁润之长子。曾任任梁介福药业、梁润之父子实业有限公司董事長，广州华侨大廈企业有限公司董事副主席。

## 家世
祖籍广东伦教顺德羊额村。父亲梁润之生于1897年，1922年带着妻子从广州南渡新加坡，出任新加坡裕泰祥绸缎庄经理。1927年梁润之自立门户，开设申介福丝绸行；一年后转而创立梁介福药业，代理德国生产的药品。此后，梁润之从德国医生薛米德拉(Dr Schmeidler)手中拿到了驱风油的配方，开始经营斧标驱风油生意。
梁润之和妻子何绮兰共育有7个儿子，但长子和次子出生不久后便夭折，排行第三的梁庆经成为家中兄弟的老大。

## 生平

### 幼年教育
小学就读于养正学校。1942年2月，新加坡被日军攻占，小学被勒令停学，梁庆经回到家中接受潘洁夫先生教导。学业以外，拜师于书法家谭恒甫和杜衡香，练就一手好书法。1945年日本投降后，就读于新加坡华侨中学，并于1950年毕业。

### 建立家庭
高中时，梁庆经结识了比自己小二岁的劳大雅。劳大雅家族显赫，祖籍广东鹤山。两人“同声同气”，很快便坠入爱河；1952年，两人结婚，相继育有洁莹，善源，善权和碧莹二男二女。

### 事业
1950年高中毕业后，梁庆经放弃了出国深造的计划，开始跟随父亲经营家庭生意。在随后的几年中，走访了东南亚的各大国家，从父亲身上学习商人的为人处世之道，并为未来在各大市场做生意打下基础。
1966年，梁润之和武侠小说家金庸合资创办了新明日报，梁润之出任董事财政。新明日报取得了成功，至今依旧是新加坡最有影响力的华文报纸之一。
1971年9月，梁润之因病逝世；梁庆经接手了新明日报和梁介福药业的经营。为了增加驱风油的销路，梁庆经决定向前往麦加朝圣的圣徒推销驱风油，以减轻朝圣途中的劳苦。通过耐心推销，驱风油逐渐在穆斯林群里中建立了良好的口碑。穆斯林国家开始进口斧标驱风油，梁介福药业从此冲出东南亚，打开了中东和非洲的市场。
除了拓展销路，梁庆经也着手降低梁介福药业的生产成本。1970年代，新加坡的生产成本随着经济的高速发展水涨船高。梁庆经决定于印度尼西亚雅加达和马来西亚新山设立新厂，并引进自动化生产设备，减少对人工的依赖，降低生产成本。
1980年代，中国大陆逐渐打开了国门。1984年，梁庆经与次子梁善权到访中国，正式开拓中国市场。1991年，梁介福药业与广东省中旅社合资建立了广州华厦大酒店，总投资额超过6000万美元。1996年，梁介福药业在顺德伦教建立了工厂。为发展中国业务，梁庆经支持儿子梁善权在广州建立了广东梁润之药业私人有限公司，负责在中国批发及生产梁介福药业的各种产品，如斧标驱风油，风油精，红花油等等。

### 社会公益
梁庆经一生热衷于公益，参与并作出可观贡献的社会团体多达40余个。曾任广惠肇留医院董事、新加坡中华总商会副会长、新加坡同济医院副主席、新加坡圣约翰救伤会主席团主席、南华中学、南华小学第一副董事长等等。1991年，荣膺新加坡总统颁赐的公共服务星章(BBM(L))。2008年，获得西阿拉巴马大学荣誉博士学位；同年一月，获得世界华人协会颁发的年度杰出华人奖。2010年，荣膺英女王伊丽莎白二世颁授的圣约翰爵士(KStJ)勋章。2015年，荣获新加坡杰出华商奖。

### 兴趣爱好
梁庆经热爱射击，曾获新加坡全国射击比赛冠军，代表新加坡参与东南亚半岛运动会，东南亚射击赛，亚洲国际射击比赛等。1974年，受邀前往国门紧锁的中国大陆参加观摩赛。
梁庆经也热爱交际舞，与妻子结伴参加了许多舞蹈比赛，并获得了评判资格。

### 逝世
2018年9月15日下午，梁庆经因病逝世，享年89岁。身后留有妻子1人、儿女及其配偶7人、内外孙儿孙女及其配偶6人、外曾孙女2人。

## 連結
- 坚守东方中庸之道的成功企业家---梁庆经
- 访斧标驱风油 第二代传人梁庆经 回看时髦岁月 聯合早報網 （页面存档备份，存于）